# Henrique Pellicano
Henrique Pellicano (Río de Janeiro, 28 de febrero de 1974) es un deportista brasileño que compitió en vela en la clase Tornado. Participó en dos Juegos Olímpicos de Verano en los años 1996 y 2000, obteniendo una medalla de bronce en Atlanta 1996 en la clase Tornado.

## Palmarés internacional
| Juegos Olímpicos | Juegos Olímpicos         | Juegos Olímpicos  | Juegos Olímpicos |
| Año              | Lugar                    | Medalla           | Clase            |
| ---------------- | ------------------------ | ----------------- | ---------------- |
| 1996             | Atlanta (Estados Unidos) | Medalla de bronce | Tornado          |